# Sevalla församling
Sevalla församling var en församling i Västerås stift och i Västerås kommun i Västmanlands län. 
Församlingen uppgick 2006 i Tillberga församling.

## Administrativ historik
Församlingen har medeltida ursprung.
Församlingen utgjorde från 1643 till 1 maj 1922 ett eget pastorat. Från 1 maj 1922  till 1962 var församlingen annexförsamling i pastoratet Tortuna och Sevalla och från 1962 till 2006 annexförsamling i pastoratet Hubbo, Tillberga, Sevalla och Tortuna. Församlingen uppgick 2006 i Tillberga församling.

## Kyrkor
- Sevalla kyrka